# Bahuriband
Bahuriband oder Bahoriband (manchmal auch mit „h“ am Ende, Hindi बहोरीबंद) ist der Hauptort eines Subdistrikts (tehsil) im Distrikt Katni in der historischen Region Bundelkhand im zentralindischen Bundesstaat Madhya Pradesh.

## Lage und Klima
Die Kleinstadt Bahuriband liegt in der flusslosen Hügellandschaft südlich der Ganges-Ebene etwa 43 km südwestlich der Distriktshauptstadt Katni bzw. knapp 80 km nördlich von Jabalpur in einer Höhe von ca. 425 m. Das Klima ist gemäßigt bis warm; Regen (ca. 1175 mm/Jahr) fällt hauptsächlich in der sommerlichen Monsunzeit.

## Bevölkerungsentwicklung
| Jahr      | 1991 | 2001  | 2011  |
| Einwohner | ??   | 4.852 | 5.651 |

Infolge der Mechanisierung der Landwirtschaft und der Aufgabe kleinbäuerlicher Betriebe sind die Arbeitslosigkeit und die Armut auf dem Land deutlich angestiegen; viele Menschen suchen deshalb ihr Glück selbst in den kleineren Städten (Landflucht). Der männliche Bevölkerungsanteil übersteigt den weiblichen nur um ca. 5 %. Man spricht Hindi und Bundeli.

## Wirtschaft
Die Einwohner der Kleinstadt und ihres Umlandes leben in erster Linie direkt oder indirekt von der Landwirtschaft; in der Stadt dominieren Kleinhandel, Handwerk und Tagelöhner. Aber auch der innerindische Pilgertourismus spielt eine wichtige Rolle.

## Geschichte
Bahuriband ist seit dem Mittelalter ein wichtiges Zentrum des Jainismus. Der Kalachuri-Herrscher Gayakarna erwähnt in seiner Felsinschrift unterhalb der ca. 8 m hohen Shantinatha-Statue, dass ein gewisser Mahabhoja zu Ehren Shantinaths einen Tempel erbaut habe und dass der Acharya Subhadra die Bildnisstatue geweiht habe. Die Datierung ist weitgehend unleserlich – der Indologe Alexander Cunningham liest 1027 oder 1047; der Epigraphiker Suman glaubt die Jahreszahlen 1125 oder 1182 entziffern zu können.

## Sehenswürdigkeiten
- Hauptattraktion des Ortes ist der Jain-Tempel mit seiner etwa 8 m hohen monolithischen Shantinath-Statue, der Hände seitlich herabhängen (kyotsarga). Sie entspricht in ihrem Erscheinungsbild weitgehend der etwas älteren, aber ebenfalls monolithischen Bahubali-Statue von Shravanabelagola.

Umgebung
- Nur ca. 3 km südwestlich, bei einem Ort mit Namen Rupnath, befindet sich ein Ashoka-Felsedikt.
- Die Gupta-Tempel von Tigawa und Kunda liegen nur etwa 4 nördlich bzw. 8 km nordöstlich.